# Алан (Лозер)
Алан (фр. Allenc) насеље је и општина у јужној Француској у региону Лангдок-Русијон, у департману Лозер која припада префектури Манд.
По подацима из 2011. године у општини је живело 245 становника, а густина насељености је износила 6,35 становника/km². Општина се простире на површини од 38,58 km². Налази се на средњој надморској висини од 1 025 метара (максималној 1.326 m, а минималној 926 m).

## Демографија
| 1962. | 1968. | 1975. | 1982. | 1990. | 1999. | 2011. |
| ----- | ----- | ----- | ----- | ----- | ----- | ----- |
| 353   | 291   | 237   | 209   | 176   | 189   | 245   |

График промене броја становника у току последњих година